# 5 Pułk Lotnictwa Szturmowego
5 Szturmowy Pułk Lotnicy  (5 plsz) – oddział lotnictwa szturmowego ludowego Wojska Polskiego. 

## Formowanie
W styczniu 1946 roku 3 Pułk Lotnictwa Szturmowego został przeformowany na nowy etat nr 6/40 o stanie 305 wojskowych i 1 pracownika kontraktowego i przemianowany na 5 Szturmowy Pułk Lotniczy.